# هوگو آیالا
هوگو آیالا (انگلیسی: Hugo Ayala؛ زادهٔ ۳۱ مارس ۱۹۸۷) بازیکن فوتبال اهل مکزیک است.
از باشگاه‌هایی که در آن بازی کرده‌است می‌توان به باشگاه فوتبال بارسلونا و تیم ملی فوتبال مکزیک اشاره کرد.
وی همچنین در تیم‌های ملی فوتبال Mexico U20 تیم ملی فوتبال مکزیک بازی کرده‌است.
وی در مسابقات کشوری و بین‌المللی در مجموع برندهٔ ۱ مدال برنز شده‌است.